# Taruca
Taruca (danh pháp hai phần: Hippocamelus antisensis) là một loài động vật có vú trong họ Hươu nai, bộ Guốc chẵn. Loài này được Orbigny mô tả năm 1834.

## Hình ảnh

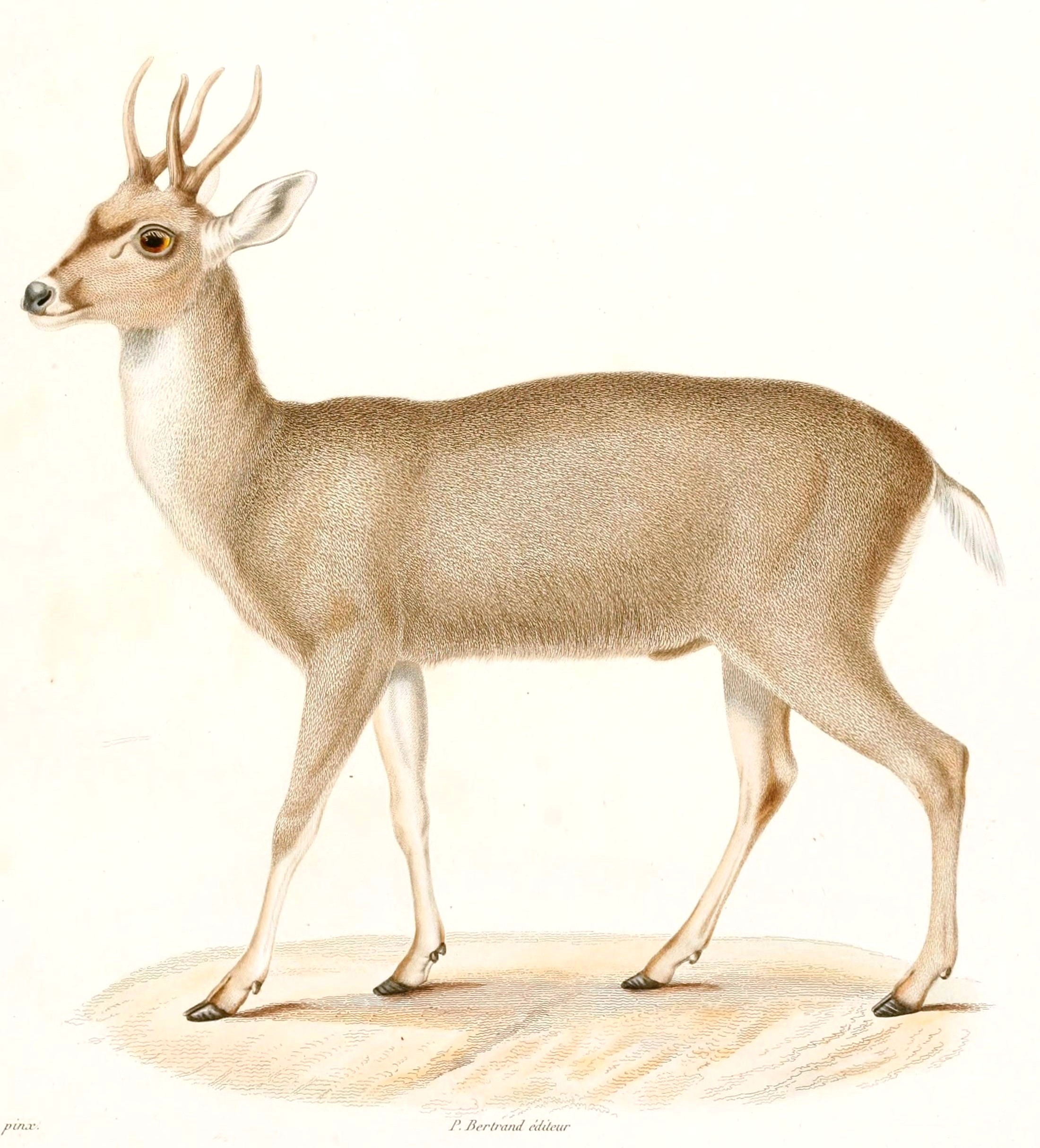